# امیرآباد (وردشت)
امیرآباد روستایی از توابع بخش وردشت شهرستان سمیرم در استان اصفهان ایران است. 

## جمعیت
این روستا در دهستان وردشت قرار دارد و بر اساس سرشماری مرکز آمار ایران در سال ۱۳۹۵، جمعیت آن ۱۴ نفر (۵ خانوار) بوده‌است.